# Pietro Campana

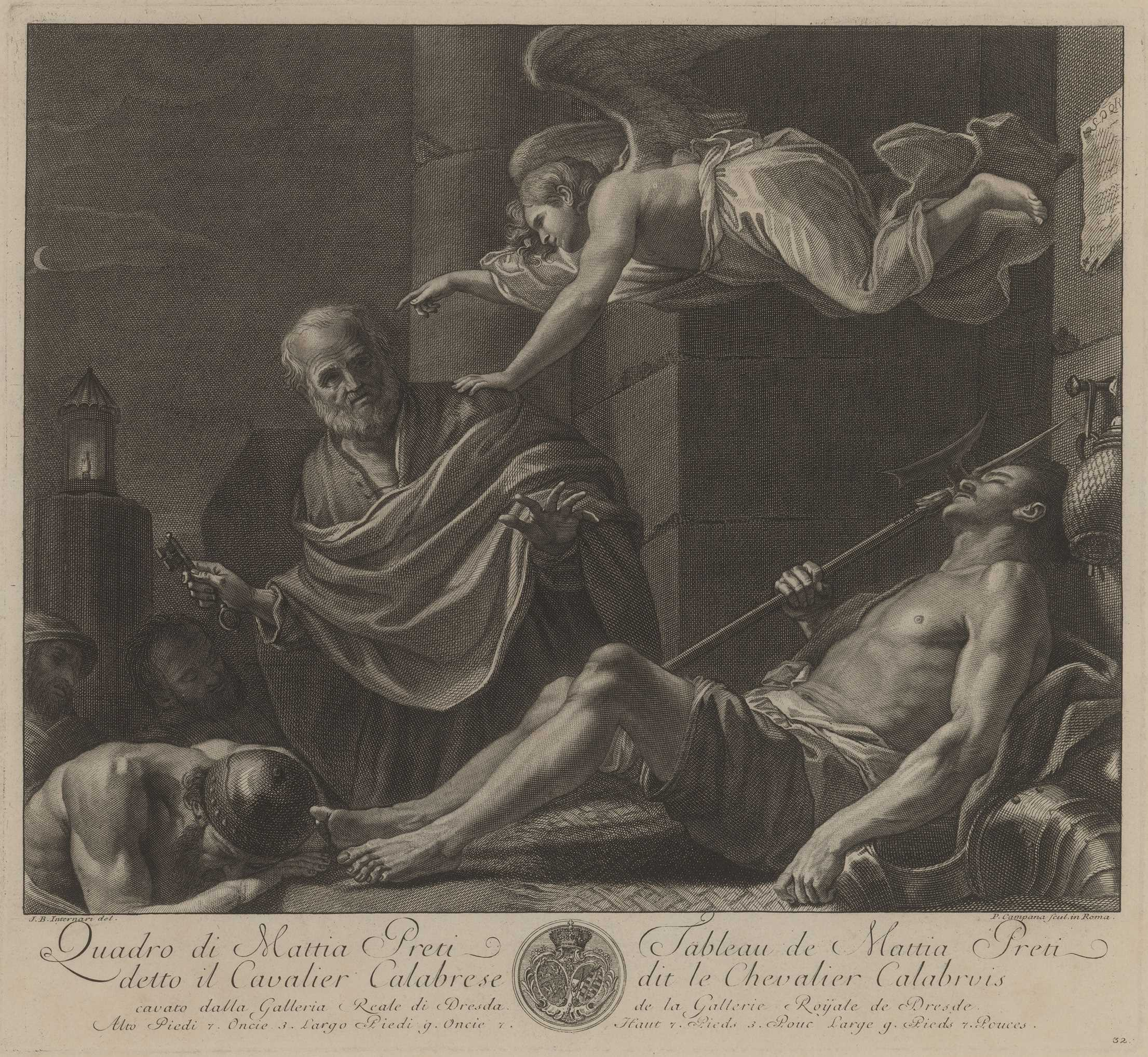
Grabado de Pietro Campana: La Liberación de San Pedro, basado en un cuadro de Mattia Preti, Gemäldegalerie Alte Meister, 1750

Pietro Campana (Soriano, 1727–Roma ?, c. 1779) fue un grabador italiano.
Nacido en Soriano Calabro se formó con Rocco Pozzi y vivió entre Roma y Venecia. Grabó las estampas siguientes: San Francisco de Paula basado en un cuadro de Sebastiano Conca, retrato de Pietro da Cortona; La Liberación de San Pedro, basado en una obra de Mattia Preti; Retrato de Bernardino Barbatelli llamado Poccetti. Grabó un mapa de Roma (1748) para Giovanni Battista Nolli.